# Ганиева, Тамара Ахметшарифовна
Тама́ра Гани́ева (Тимербика Ахметшарифовна Ганиева, баш. Тамара (Тимербикә) Әхмәтшәриф ҡыҙы Ғәниева; род. 25 января 1951 года (по паспорту; настоящий день рождения — 20 июня)) — башкирская поэтесса, переводчик и драматург. Народный поэт Башкортостана (2019). Заслуженный работник культуры Республики Башкортостан (1993). Член Союза писателей России, Союза писателей БАССР (1986). Лауреат премии Р. Гарипова (1998), имени Ф. Карима (2004), Б. Бикбая (2013). Лауреат Международного конкурса рассказов имени Махмута Кашгари (2014). Лауреат Всероссийской литературной премии «Словес связующая нить» за лучший художественный перевод на башкирский язык (2016). Лауреат конкурса поэм «Мой славный Башкортостан!», посвященного 100-летию образования Республики Башкортостан (2018).

## Биография
Тимербика Ахматшарифовна Ганиева родилась 25 января 1951 года в деревне Кинзябаево Кумертауского района БАССР (теперь Куюргазинского района РБ).
Училась в Павловской восьмилетней школе, окончила Салаватское педагогическое училище, в 1978 году — Стерлитамакский государственный педагогический институт.
Работала с 1970 года учителем в Стерлитамакской школе-интернате, с 1978 года — в Республиканском культурно-просветительком училище в Стерлитамаке, с 1980 года — в газете «Ленинец», с 1981 года — старшим редактором в Государственном комитете БАССР по ТВ и радиовещанию, с 1988 года — в журнале «Агидель». С 2008 года работала редактором отдела республиканского журнала «Панорама Башкортостана», член правления Союза писателей РБ.
Первая её книга стихотворении «Осрашырбыҙ әле» («Мы ещё встретимся») издана в 1980 году.
Пишет стихи, пьесы, занимается переводами. Перевела на башкирский язык стихотворения Ю. А. Андрианова, Н. Л. Грахова, Ю. А. Денисова, Р. В. Паля; пьесы Н. С. Гумилёва, Лопе де Веги, А. Камю, Ф. Шиллера, романы К. Ф. Зиганшина.
Тамара Ганиева — автор трагедии «Тамарис», поставленной в Сибайском театре драмы.
На её стихи писали песни башкирские композиторы А. Х. Габдрахманов, Ф. Ф. Идрисов, З. Г. Исмагилов, Р. Х. Сахаутдинова.

## Звания и премии
«...Башкирия! 

Сестра моя с рожденья, 

Твоя коса – родная Агидель. 

Джигит Урал вплетал

в неё каменья, 

Чтоб любовались гости

Всех земель.
Башкирия! 

Ты мать моя седая

Со смуглым и задумчивым лицом, 

К твоей груди  по-детски припадая, 

Я забываю обо всем плохом.
Башкортостан! 

Ребенок, мной рожденный, 

Любимый до того, Что в горле – ком, 

Прикосновеньем солнца пробужденный, 

Ты пахнешь материнским молоком.
Башкортостан! 

Ты – суть моя, 

Ты – дом…»
- Премия им. Р.Гарипова (1998)
- Премия Ф.Карима (2004)
- Премия Б.Бикбая (2013)
- Заслуженный работник культуры Республики Башкортостан (1993)
- Народный поэт Республики Башкортостан (2019)

## Произведения
Сборники стихотворений: «Молодые силы» (1976), «Мы встретимся ещё» (1980), «Птицы перелетные» (1984), «Серебряная роса» (1988), «Время раздумий» (1991), «Хвост бобра» (1993), «Кипчаки» (1994), «Аркаим» (1997), «Агатовые купола» (2001), «Верую в любовь» (2006), «Обращаюсь к вашему разуму» (2009). «Наедине с собой» (2012), «Верую в любовь» на тат. языке (2014), «Переправы судьбы» (2015).
Поэтическая трагедия «Тамарис».